# Mesostoma californianum
Mesostoma californianum är en plattmaskart. Mesostoma californianum ingår i släktet Mesostoma och familjen Typhloplanidae. Inga underarter finns listade i Catalogue of Life.